# 신임사화
신임사화(辛壬士禍) 또는 신임옥사(辛壬獄事)는 조선의 옥사로, 조선 경종 즉위 1년 후인 1721년부터 다음 해 1722년까지 당파인 노론과 소론이 연잉군 왕세제 책봉문제로 충돌한 사건이다. 신축옥사와 임인옥사를 합친 이름이다.

## 신축옥사
경종은 몸이 허약하고 아들이 없었다. 이에 노론이 경종에게 왕세제 책봉을 주장함에 따라 1721년(경종 1년) 왕제(王弟) 연잉군(영조)이 왕세제로 책봉되었으며, 더 나아가 김창집·이이명·이건명·조태채의 노론 4대신은 경종의 병을 이유로 왕세제의 대리청정까지 주장하였고 경종이 이를 승인하였다.
이에 소론파의 조태구(趙泰耉)·유봉휘(柳鳳煇) 등이 부당성을 상소함에 따라 대리청정이 취소되었으며, 이 문제를 노론의 경종에 대한 불충으로 몰아 노론을 탄핵하였고, 이후 목호룡(睦虎龍)이 고변사건(告變事件)을 일으켜 왕세제의 대리청정을 주장한 노론의 4대신인 이이명·김창집·이건명·조태채 등이 차례로 사형을 당했다.

## 임인옥사
소론의 김일경·목호룡 등이 1722년(경종 2년) 음력 3월 임금을 죽이려는 역적이 있으며, 목호룡은 그 역적이 정인중(鄭麟重)·김용택(金龍澤)·이천기(李天紀)·백망(白望)·이홍술(李弘述)·심상길(沈尙吉)·이희지(李喜之)·이명좌(李明佐)·김성행(金省行)·이세복(李世福) 등 60여 명이라 고하였다.
이에 임금은 즉시 정국(庭鞠)을 열고 목호룡이 지목한 모두를 잡아들였다. 이 중 백망은 심문 도중 세력을 잃은 소론이 왕세제 연잉군을 모함하려고 조작한 것이라고 주장했으나 심문을 담당한 소론이 이를 인정하지 않았으며, 이홍술·이천기·이희지·심상길·정인중·김용택·백망·장세상(張世相)·홍의인(洪義人)·이명좌 등이 이로 인해 죽임을 당했다.

## 추후
1724년 영조가 즉위하자 노론의 신임사화가 무고였다는 주장이 제기되면서 김일경과 목호룡이 함께 체포되었으며, 이로 인하여 소론 내 계파 중 '완론' 세력이 집권하게 되었고, 소론] 내 '준론' 세력은 이인좌의 난을 겪으면서 다수 숙청되었다.